# Auburn Doubledays
Os Auburn Doubledays são uma equipe da liga menor de beisebol em Auburn, Nova Iorque, Estados Unidos, que pertence e é operada pela Auburn Community Baseball. Eles são membros da Classe A Curta Temporada da New York – Penn League e ter sido um clube escola dos Houston Astros (1996-2000), do Toronto Blue Jays (2001-2010), e do Washington Nationals (a partir de 2011).
Os Doubledays são o nome mais recente da entrada de Auburn na New York – Penn League, que remonta a 1958. De 1982 até 1995, a equipe operou como os Auburn Astros.
Os Doubledays mandam seus jogos em casa no Leo Pinckney Field em Falcon Park. O "novo" Falcon Park inaugurado em junho de 1995, substituiu o original Falcon Park, que foi construído em 1927 no mesmo local. O Falcon Park tem a capacidade para 2.800 fãs. Em 2008, novas cadeiras foram instaladas.
A equipe e sua mascote são uma homenagem a Abner Doubleday, o general da Guerra de Secessão e nativo de Auburn apocrifamente creditado com o inventor o jogo de beisebol. Abner veste o número 96 em homenagem ao nascimento da equipe em 1996.

## História
O beisebol em Auburn remonta a pelo menos 1958. A franquia atual iniciou suas operações em 1982.
Em 1998, os Doubledays e os Oneonta Yankees foram declarados co-campeões da New York – Penn League depois que a região central do estado de Nova Iorque ter sido atingida por um forte temporal e os campos nos dois estádios serem considerados impraticaveis para a prática do esporte.
Os Doubledays conquistaram o título da Pinckney Division por seis anos consecutivos em 2002, 2003, 2004, 2005, 2006 e 2007, mas não conseguiram ganhar o campeonato da liga nos cinco anos seguintes. Depois de perderem na primeira rodada dos playoffs para os primeiros três anos de sua raia, avançaram para a série do campeonato da New York – Penn League antes de serem derrotados pelo Staten Island Yankees. Em 2003, os Doubledays lideraram tudo de beisebol nos percentuais de conquista (.757).
Os Doubledays finalmente conquistaram o título da New York – Penn League em 2007, derrotando os Brooklyn Cyclones na série League Championship. O jogo final contou com uma performance stellar pitching por Brett Cecil e um home run por J.P. Arencibia. Este foi o primeiro campeonato da liga para a cidade de Auburn desde 1973.

## Jogadores que atuaram emAuburn

### Catcher
- Rick Dempsey
- Ozzie Virgil
- Ramon Castro
- John Buck

### 1ª Base
- Vito Chiaravalloti
- Joe Pepitone
- Ed Kranepool
- David Cooper

### 2ª Base
- Ken Boswell
- Aaron Hill

### 3ª Base
- Morgan Ensberg
- Ryan Roberts

### Shortstop
- Julio Lugo
- Eugenio Vélez

### Right Field
- Cleon Jones

### Center Field
- Kenny Lofton

### Left Field
- Luis Gonzalez
- Lonnie Smith
- Adam Lind

### Starting Pitchers
- Johan Santana
- Jerry Koosman
- Mel Stottlemyre
- Shane Reynolds
- Roy Oswalt
- Rollie Sheldon
- Brian Ridley
- Robert Ray
- Brett Cecil
- Marc Rzepczynski
- Ricky Romero
- Shaun Marcum
- David Purcey
- Dustin McGowan
- Jesse Litsch
- Josh Banks

### Bullpen
- Tug McGraw
- Billy Wagner
- Todd Jones
- Casey Janssen
- Brandon League
- David Bush